# Lothar-Günther Buchheim
Lothar-Günther Buchheim (Weimar, 6 febbraio 1918 – Starnberg, 22 febbraio 2007) è stato uno scrittore, pittore, editore, fotografo, cineasta e collezionista d'arte tedesco.

## Biografia
Lothar-Günther Buchheim era figlio della pittrice tedesca Charlotte Buchheim (1891–1964). Aveva un fratello minore, Klaus Buchheim, di due anni più giovane di lui. La madre, nubile, di Chemnitz lo diede alla luce a Weimar.
Si trasferì con la famiglia nel 1926 a Rochlitz, dove trascorse il resto della sua infanzia. La madre aveva sposato il proprietario di una fonderia. Nel 1930 la donna tornò a Chemnitz. Qui egli compì numerosi viaggi in bicicletta con il fratello, in parte fino al Mar Baltico, per disegnare paesaggi e trasferirli poi in linoleografie. Nacquero a quel tempo le sue prime opere di linoleografia.
Buchheim fu ben presto chiamato "bambino-prodigio pittore" e collaborava già a giornali e riviste come a mostre collettive. Diciassettenne ottenne il suo primo incarico pubblico dalla città di Chemnitz. A quel tempo pubblicò il volumetto Lothar-Günther Buchheim – Ein ganz junger Künstler (Lothar-Günther Buchheim – Un giovanissimo artista).
Dopo la maturità, conseguita nel 1937, si recò in Italia, ove scrisse il suo primo libro Tage und Nächte steigen aus dem Strom (Giorni e notti nella corrente), che fu poi pubblicato solo nel 1941. In quest'opera egli raccolse tutte le sue esperienze fatte viaggiando in canoa sul Danubio fino al Mar Nero.
Dal 1939 studiò presso la Scuola superiore di arti figurative a Dresda e nel 1940 passò all'Accademia delle belle arti di Monaco di Baviera.
In quello stesso anno entrò volontario nella Marina militare tedesca e prestò servizio come corrispondente di guerra su dragamine, cacciatorpediniere e sottomarini, giungendo al grado di tenente.

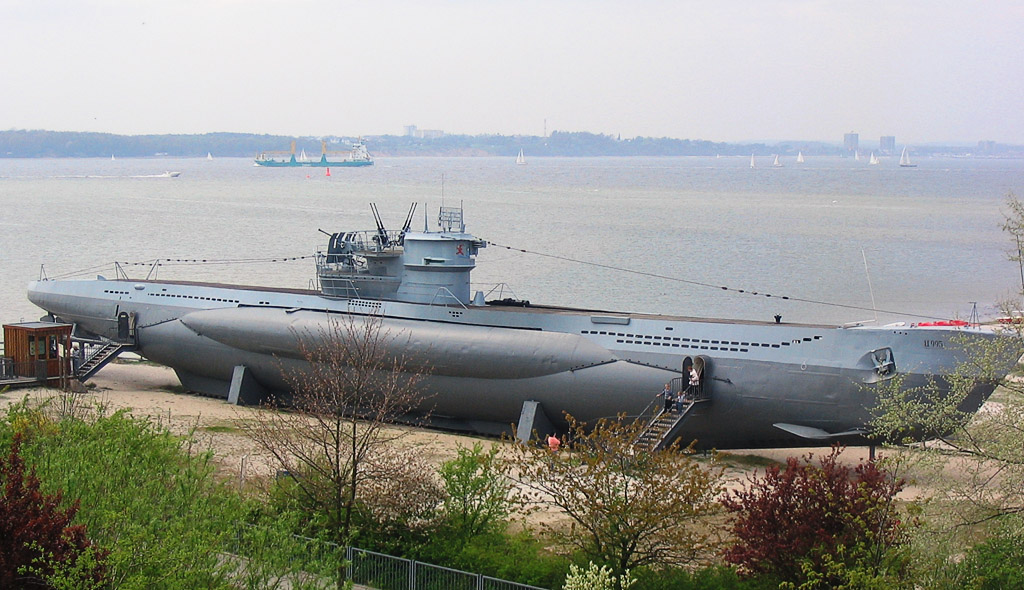
U 995, un sottomarino della versione VII-C/41, del 2004 nella sua posizione di esposizione di fronte al Memoriale navale di Laboe.

Nel corso della seconda guerra mondiale e anche dopo egli scrisse numerosi libri sulle sue esperienze in Marina. Su queste come membro dell'equipaggio dell'U-96, un sommergibile della classe 
VII-C, basò il suo famoso libro  Das Boot, uscito nel 1973.
Tra il 1941 e il 1943 partecipò con un totale di 21 disegni-ritratti di ufficiali e rappresentazioni di U-Boot alla Grande Mostra d'Arte di Monaco di Baviera e fu per questo numeroso contributo uno dei più rappresentativi artisti del Terzo Reich.
Nel 1943 redasse il rapporto sulle sue esperienze Jäger im Weltmeer (Cacciatore sui mari del mondo), che tratta di un'accanita battaglia tra un sommergibile tedesco e un cacciatorpediniere britannico e che divenne la base per Das Boot. Nell'agosto del 1944 Buchheim fuggì con l'U 309, uno degli ultimi sommergibili tedeschi in Francia, dalla base per sommergibili di Brest. Successivamente fuggì attraverso la Francia e rientrò in Germania. Egli ha descritto questa fuga nel romanzo Die Festung (La fortezza) (pubblicato nel 1995)
Nel 1945 fondò il Kunsthandwerklichen Werkstätten (Laboratorio di artigianato artistico) a Feldafing, dove nel frattempo si era stabilito.
Dopo la fine della guerra redasse libri d'arte su Max Beckmann, Otto Mueller e Pablo Picasso, che a quel tempo, insieme ai suoi libri sulla seconda guerra mondiale, lo resero famoso.
Nel 1949 nacque il suo unico figlio, Yves Buchheim. Dopo le opere su famosi artisti Buchheim fondò nel 1951 una casa editrice d'arte a Francoforte sul Meno, che oggi si trova a Feldafing, e che condusse insieme alla moglie Diethild Buchheim, nata Wickboldt (1922–2014) e sposata nel 1955, e le sue due sorelle.
Negli anni 1950 nacque la sua importante raccolta di opere dell'Espressionismo tedesco (soprattutto della comunità artistica Die Brücke), in particolare le opere grafiche. Queste gli costarono molto poco, giacché il valore di questa espressione artistica non era allora generalmente riconosciuto.
Nel 1968 egli riprese in mano i suoi manoscritti sugli U-Boot e nel 1971 terminò il romanzo dal titolo Das Boot. La versione cinematografica del romanzo nel 1981 fu la causa dell'ampia notorietà del suo autore Insieme al romanzo Die Festung (La fortezza), comparso nel 1995, e al romanzo Der Abschied (Il commiato), comparso nel 2000, quest'opera ha formato una trilogia.
Nel 1972 Buchheim compì un viaggio d'arte a New York a San Francisco e nei paesi del sud Pacifico. Durante questo viaggio dipinse molti acquerelli e guazzi che successivamente chiamò Tropen von Feldafing (tropici di Feldafing).
Negli anni 60 e 70 egli intraprese numero si viaggi di esplorazione e di pittura, dai quali trasse molti rapporti di viaggio e libri di fotografie. Negli anni dal 1981 fino al 1985 molti dei suoi lavori furono esposti a Leningrado, Mosca, Madrid, Tel Aviv e in Giappone.
Dopo che Lothar-Günther Buchheim a 65 anni circa aveva finito di pubblicare dipinti e scritti, volle sistemare la sua opera completa nel Lehmbruck-Museum di Duisburg. Poiché questo progetto fallì a causa delle diverse intenzioni della città, egli ritirò la sua offerta verso la metà degli anni 1980.
Nel 1996 egli creò una fondazione di pubblica utilità, che nel 2001, dopo circa trent'anni di sforzi finanziò il Museo della Fantasia, noto anche come Museo Buchheim, che fu inaugurato solennemente il 23 maggio 2001. In questo museo, del quale egli fu direttore fino alla morte, egli pose tutta la sua opera omnia.
Per lunghi anni Buchheim aveva progettato di sistemare la sua collezione da 100 milioni di Euro nella sua abitazione di Feldafing. Il piccolo comune rifiutò, dopo polemiche con Buchheim. Nel 1998 un referendum cittadino espresse infine il diniego al suo museo a Feldafing e Buchheim dovette ripiegare sul vicino comune di Bernried.
Caratteristica era la benda che egli dovette portare sull'occhio sinistro in seguito a un intervento chirurgico mal riuscito.
Lothar-Günther Buchheim morì il 22 febbraio 2007 a causa di una cardiopatia. La sua urna cineraria fu inumata nel cimitero di Bernried.

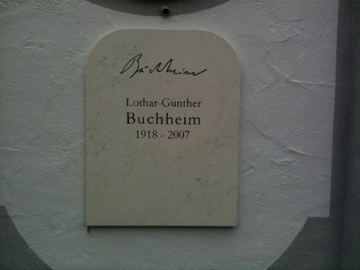
Tomba di Lothar-Günther Buchheim in Bernried.

## Premi
- 1993 Premio Ernst-Hoferichter-Preis (insieme ad Asta Scheib ed Helmut Seitz)
- 1998 Medaglia Hans Prinzhorn[7]

## Opere
(in lingua tedesca salvo diverso avviso)
- Tage und Nächte steigen aus dem Strom. Eine Donaufahrt. 1941 (Edizione ampliata 2000, ISBN 3-7844-2772-3 und unveränderte Neuauflage TB 2001, ISBN 3-492-23297-3)
- Jäger im Weltmeer. 1943/1996, ISBN 3-455-11172-6 (Nuova edizione immutata TB 2005, ISBN 3-492-24470-X)
- Georges Braque. Das graphische Werk. 1950
- Henri Matisse. Aus dem graphischen Werk. 1950
- Pablo Picasso. Aus dem graphischen Werk. 1950
- Braque ("Die Farbige Reihe"). 1951
- Raoul Dufy ("Die Farbige Reihe"). 1951
- Henri de Toulouse-Lautrec. Die Lithographien. ("Die Farbige Reihe"). 1951
- Henri Matisse ("Die Farbige Reihe"). 1952
- Max Beckmann. Die Welt des Einzelnen. Holzschnitte, Radierungen, Lithographien. ("Buchheim Bücher"). 1954
- Pierre Bonnard ("Die Farbige Reihe"). 1954
- Um 1900. Lithographien von Toulouse-Lautrec, Bonnard, Vuillard. ("Buchheim Bücher"). 1954
- Lexikon der modernen Kunst. Rielaborata e pubblicata da Lothar-Günther Buchheim. 1955
- Fernand Leger. Menschen und Objekte. ("Buchheim Bücher"). 1955
- Zwischen Traum und Tag. Zeichnungen von Marc Chagall. ("Buchheim Bücher"). 1955
- Festliche Welt. Zeichnungen von Raoul Dufy. ("Buchheim Bücher"). 1955
- Die Künstlergemeinschaft „Brücke“. Gemälde, Zeichnungen, Graphik, Plastik. Dokumente des deutschen Expressionismus. 1956
- Französische Graphik des XX. Jahrhunderts. ("Buchheim Bücher"). 1956
- Deutsche Graphik des XX. Jahrhunderts. Holzschnitte. ("Buchheim Bücher"). 1956
- Hector Trotins Sonntagswelt. 1957
- Der „Blaue Reiter“ und die „Neue Künstlervereinigung München“. 1958
- Picasso. Eine Bildbiographie. 1958
- Wie malt man abstrakt? Eine leichtfassliche Anleitung. 1958 (nuova edizione 2002, ISBN 3-7659-1051-1)
- Graphik des deutschen Expressionismus. 1959
- Max Beckmann. Leben und Werk. 1959
- Max Kaus. Graphik aus den Jahren 1916–1926. 1959
- Otto Mueller. Leben und Werk. 1963 (nuova edizione con layout modificato 2003, ISBN 3-7659-1052-X)
- Der Maler im herbstlichen Hain. Chinesische Landschaften von Chi Pai Shih. 1964, ISBN 978-3-7659-0982-5
- Max Kaus. Frühe Lithographien. 1964
- Jugendstilplakate ("Buchheims große Kunstbücher"). 1969
- PI PA POP POSTERS. 1969 (Reprint 2007, ISBN 978-3-7659-1062-3)
- Das Boot . Romanzo. 1973 (Nuova edizione 2005, ISBN 3-492-04754-8); Tradotto in 30 lingue
- U-Boot-Krieg. 1976 (III edizione 2001, ISBN 3-492-04042-X)
- Staatsgala. 1977, ISBN 3-426-05608-9
- Mein Paris – Eine Stadt vor dreißig Jahren. 1977, ISBN 3-492-02294-4 (Nuova edizione dal titolo Paris-Paris, TB. 2004, ISBN 3-7659-1055-4)
- Staatszirkus – mit der Queen durch Deutschland. 1978, ISBN 3-423-01438-5
- Die Tropen von Feldafing. 1978 (Nuova edizione TB 2001, ISBN 3-7659-1050-3)
- Der Luxusliner. 1980
- U 96 – Szenen aus dem Seekrieg. 1981
- Das Segelschiff. 1982 (nuova edizione modificata, 1986)
- Die U-Boot-Fahrer – Die Boote, die Besatzungen und ihr Admiral. Diverse edizioni: 1985, 1986, 1998 (ISBN 3-492-04044-6), edizione speciale 2005 (ISBN 3-937501-08-8)
- Das Museum in den Wolken. Zum Fall Duisburg. 1986, ISBN 3-8135-0278-3
- Malerbuch. 1988, ISBN 3-7857-0484-4
- Die Festung . 1995, ISBN 3-455-00733-3 (nuova edizione. TB. 2005, ISBN 3-492-24470-X)
- U-Boot-Krieg. 1997.(nuova edizione 2001, ISBN 3-937501-09-6)
- Zu Tode gesiegt. Der Untergang der U-Boote. 1998 (nuova edizione 2001, ISBN 3-492-04043-8)
- Der Abschied. 2000, ISBN 3-492-04273-2

## Film
- U-Boot 96 (D, 1981), regia di Wolfgang Petersen, con Jürgen Prochnow e altri
- Konvoi ins Kattegat. 1981
- Das Segelschiff. 1981
- Buchheims bunte Sammlerwelt. 1985
- Zu Tode gesiegt – Vom Untergang der U-Boote. 1985
- Die Villa und ihr Buchheim. Dokumentation von Bernt Engelmann und Gisela Wunderlich

## Mostre
- 1997 Städtische Galerie im Park Viersen

## Teatro
- Doktor Faustus (D, 1982), nach dem Roman von Thomas Mann, unter der Regie von Franz Seitz (Buchheim spielt darin den Dr. Erasmi)
- Erfolg (D, 1990), nach dem Roman von Lion Feuchtwanger, unter der Regie von Franz Seitz (Buchheim spielt darin den Galeristen)